# 亚历山德拉·茨尔文达基奇
亚历山德拉·茨尔文达基奇（1996年3月17日—）生于洛兹尼察，是一名塞尔维亚女子篮球运动员。她在9岁时开始接触篮球，最初效力于家乡洛兹尼察的俱乐部，15岁时离开洛兹尼察，加入了Crvena zvezda俱乐部。她曾获得2018年度塞尔维亚最佳女子篮球运动员奖。